# Claudy Lebreton
Claudy Lebreton (Conlie, Sarthe, País del Loira, 1948) és un polític francès. Després d'estudiar el batxillerat a La Fléche va fer quinesoteràpia a Rennes i es va instal·lar a Bretanya. El 1975 es va afiliar al Partit Socialista i el 1977 fou elegit alcalde de Plénée-Jugon. De 1981 a 1996 fou cap dels electes locals del departament de Costes del Nord. El 1992 fou nomenat conseller general pel cantó de Jugon-les-Lacs, el 1994 vicepresident del Consell General de Costes del Nord, i a la dimissió del president Josselin el 1997 en fou nomenat president. El 2003 va ser nomenat president de la Federació de Càrrecs Electes Socialistes i Republicans, i el 2004 president de l'Assemblea de Departaments de França
| Precedit per: Charles Josselin | President del Consell General de Costes del Nord 1997 - ara | Succeït per: en càrrec |